# 挪威冰川
86°30′S 164°0′W / 86.500°S 164.000°W
挪威冰川，是南極洲的冰川，位於阿蒙森海岸，全長約18公里，最終在比亞蘭山和哈瑟爾山之間注入阿蒙森冰川，現時由南極條約體系管理。